# Peklowanie
Peklowanie – proces technologiczny, polegający na działaniu mieszanki peklującej na mięso. Efektem tego procesu jest utrwalanie barwy, wytworzenie charakterystycznego smaku i zapachu mięsa oraz przedłużenie trwałości produktu poprzez hamowanie wzrostu bakterii chorobotwórczych i gnilnych.

## Metody peklowania
- Suche – pocięte na kawałki mięso miesza się z suchą mieszanką peklującą. Podczas procesu peklowania mieszanka rozpuszcza się w wyciekającym osoczu i dyfunduje w głąb mięsa
- Mokre – peklowanie roztworem mieszanki peklującej, która jest nazywana solanką
  - zalewowe – mięso układa się w specjalnych naczyniach bądź basenach peklowniczych i następnie zalewa solanką
  - nastrzykowe – polega na wprowadzaniu solanki za pomocą specjalnych urządzeń nastrzykowych jedno- lub wieloigłowych do wewnętrznych warstw peklowanego mięsa
  - dotętnicze (niestosowane) – polega na wprowadzaniu solanki do aorty całych tusz zwierzęcych bezpośrednio po wykrwawieniu
  - zalewowo-nastrzykowe lub kombinowane – polega na nastrzyknięciu mięsa solanką, następnie ułożeniu w basenach peklowniczych i zalaniu solanką peklującą

Proces uwalniania rodnika NO:
NaNO
2 → HNO
2 → NO + H
2O
Proces utrwalania barwy:
mioglobina + NO → nitrozylomioglobina (czerwona) + temperatura → nitrozylomiochromogen (różowy)
Do nastrzyku i zalewania mięsa używa się specjalnej solanki peklującej, którą stanowi wodny roztwór zawierający:
- sól kuchenna (NaCl);
- azotyn potasu (KNO2) lub azotyn sodu (NaNO2);
- cukier;
- fosforany;
- kwas askorbinowy lub askorbinian sodu;
- cytryniany;
- białka sojowe;
- karageny;
- inne dodatki smakowe.

## Efekty zdrowotne
Podczas obróbki, a zwłaszcza obróbki termicznej peklowanego mięsa, azotyny mogą reagować z produktami rozkładu aminokwasów z utworzeniem nitrozoamin o właściwościach rakotwórczych.